# Scituate (Rhode Island)
Scituate é uma vila localizada no estado americano de Rhode Island, no condado de Providence. Foi fundada em 1636 e incorporada em 1730.

## Geografia
De acordo com o United States Census Bureau, a vila tem uma área de 141,8 km², onde 124,7 km² estão cobertos por terra e 17,1 km² por água.

## Demografia
Segundo o censo nacional de 2010, a sua população é de 10 329 habitantes e sua densidade populacional é de 82,81 hab/km². Possui 4 144 residências, que resulta em uma densidade de 33,22 residências/km².